# Sinagoga Gemiluth Chassed di Port Gibson
La sinagoga Gemiluth Chassed di Port Gibson, costruita nel 1892 in stile eclettico, è una sinagoga di fine Ottocento di Port Gibson. È la più antica sinagoga dell'intero Stato del Mississippi.

## La storia
Una comunità ebraica si era costituita a Port Gibson in Mississippi attorno agli anni Quaranta dell'Ottocento grazie all'arrivo di immigranti ashkenaziti.
Nel 1891 si diede mano alla costruzione di una sinagoga monumentale, che fu inaugurata l'anno successivo.
L'esterno presenta la combinazione insolita di un portale in stile moresco, sormontata da una cupola in stile russo. Le finestre della torretta che sostengono la cupola sono anch'esse in stile moresco. Il corpo della sinagoga è un edificio rettangolare in mattoni rossi con semplici finestre ad arco e due torrette ad angolo sul lato della facciata.
Dall'interno, le vetrate delle finestre producono l'effetto di una forma moresca. Moresco è anche il grande arcone entro il quale si trova l'arca santa, e che è il principale elemento decorativo della semplice sala di preghiera. Il matroneo è limitato ad una balconata in legno sopra l'ingresso.
I cambiamenti economici nel secondo dopoguerra portarono al declino demografico della comunità; nel 1986 la sinagoga fu chiusa al culto.
Oggi la conservazione della sinagoga dipende dagli sforzi della città di Port Gibson di preservare la propria memoria storica.